# Sabine Weiss
Sabine Weiss (Saint-Gingolph, 23 luglio 1924 – Parigi, 28 dicembre 2021) è stata una fotografa svizzera naturalizzata francese e una delle più importanti rappresentanti del movimento fotografico umanista francese, insieme a Robert Doisneau, Willy Ronis, Édouard Boubat e Izis.
Nacque a Saint-Gingolph, in Svizzera, e diventò cittadina francese naturalizzata nel 1995.

## Biografia
Il padre di Sabine Weiss era un ingegnere chimico e produceva perle artificiali da squame di pesce. La famiglia viveva vicino al confine franco-svizzero e lasciò Saint-Gingolph mentre era ancora bambina. Attratta fin dalla giovane età dalla fotografia, dice:
Sabine Weiss ha iniziato a fotografare nel 1932 con una macchina fotografica in bachelite acquistata con la sua paghetta e fatto stampe a contatto su carta stampata sul davanzale della finestra. Suo padre la sostenne nella sua scelta, e in seguito apprese la tecnica fotografica, dal 1942 al 1946, da Frédéric Boissonnas, fotografo di studio a Ginevra. Dopo questo apprendistato, ha conseguito la qualifica svizzera in fotografia nel 1945.

### Parigi
Weiss si trasferì a Parigi nel 1946 e divenne l'assistente di Willy Maywald:
Willy Maywald lavorava a quel tempo al primo piano di un capannone in Jacob Street 22 che apparteneva a un antiquario e che non aveva né acqua né telefono. Questo lavoro le permise comunque di avvicinarsi al "who’s who" di Parigi dell'epoca. Ha pubblicato il suo primo reportage fotografico all'età di 21 anni nel 1945. Ha quindi partecipato all'inaugurazione della casa di Dior e alla presentazione della prima collezione. Nel 1949, viaggiò in Italia e conobbe il pittore americano Illm, che sposò il 23 settembre 1950. La coppia adottò una figlia, Marion. In questo periodo apre il suo studio, le sue fotografie testimoniano l'ottimismo degli anni post-Liberazione: "È stato un periodo bellissimo. Siamo stati tra la fine dell'occupazione tedesca e l'inizio dell'americanizzazione. La gente è uscita da un terribile calvario e ha pensato di poter ricostruire tutto", dice lei.
Ha lavorato in vari settori: appassionata di musica, ha ritratto i grandi nomi della musica (Stravinsky, Britten, Casals, Getz) ma anche quelli della letteratura e dell'arte (Léger, Fitzgerald, Pougny, Giacometti, Rauschenberg, Jan Voss, Dubuffet, Sagan), cinema (Moreau), fashion (Chanel). Ha anche lavorato per diverse riviste e giornali noti in America e in Europa per pubblicità (Vogue, Paris Match, Life, Time, Town & Country, Holiday, Newsweek, Picture Post e Die Woche ecc.). La sua attenzione si spostò sulla fotografia documentaria e viaggiò non solo negli Stati Uniti, ma anche in Egitto, India, Marocco e Myanmar, dove è tornata nel 1996.

### Agenzia Rapho
A partire dal 1950, Weiss viene rappresentata dall'agenzia Rapho, la principale agenzia di stampa francese che gestiva il lavoro di Robert Doisneau. Le offrì un posto nell'agenzia dopo un incontro nell'ufficio del direttore di Vogue. Fece amicizia con artisti come Cocteau, Utrillo, Rouault e Lartigue.
Tra suoi colleghi troviamo Doisneau, Boubat, Brihat, Dieuzaide, Brandt, Ken Heyman, Izis, Kertész, Karsh, Lartigue, Ronis, Savitryed Elkoury, l'unica altra donna di Rapho era Janine Niépce. Tuttavia, il fatto che Weiss fosse una delle poche donne ad avere una carriera indipendente nella fotografia non rappresentava un problema per il fotoreporter Illm, il quale ha lavorato con lei su una storia sul popolo di Omo (Etiopia):
Parallelamente al lavoro svolto per i magazine, la Weiss si dedica alla fotografia di strada, di bambini che giocano nella terra desolata del suo quartiere, Porte de Saint-Cloud e di Parigi e la sua vita quotidiana, questa è la rappresentazione della filosofia alla base della fotografia umanista. A 28 anni ottiene un grande riconoscimento essendo inclusa da Steichen nella sua "Fotografia europea del dopoguerra" al Museum of Modern Art. Nel 1954, Art Institute of Chicago le dedicò una mostra personale che fece un tour negli Stati Uniti. Steichen ha incluso tre delle sue fotografie nella mostra del MoMA The Family of Man, che ha girato il mondo ed è stata vista da nove milioni di visitatori.
Le tre immagini simboleggiano: "Interno di una chiesa in Portogallo" del 1954 in cui una bambina in ginocchio sul pavimento, con la faccia rivolta verso sua madre scalza, che, come le altre figure circostanti, è vestita di nero; l'esuberante "Danza del villaggio con un fisarmonicista sul tavolo", anch'essa del 1954; e in cui un bambino getta allegramente quasi una scintilla quasi nella sua lente fotografica. La didascalia dell'autrice dice:
Nel 1957, Weiss ritrasse in una serie di fotografie il pittore Kees van Dongen, conosciuto grazie al marito. Nello stesso anno lei e il marito comprarono un piccolo capanno dominante le rovine del castello di Grimaud facendone la loro dimora. Allargarono la casa nel 1969 e vi rimasero regolarmente fino alla morte di suo marito avvenuta nel 2007.
Nel 1983, Weiss ottenne una borsa di studio dal Ministero francese degli affari culturali e condusse uno studio sui Copti d'Egitto. Verso la fine degli anni Cinquanta, partecipò a uno studio fotografico trasversale, una sorta di "Osservazione di massa", di una piccola città nuova vicino a Nizza chiamata Carros-Ie-Neuf per diversi anni con Jean Dieuzaide e Guy le Querrec, che lavora con il sociologo Pierre Bourdieu e si unisce brevemente a Leonard Freed. Il progetto è stato presentato al festival del 1984 Rencontres d'Arles come "Urbain, Trop Urbain?". Nel 1992, il Ministero le ha rilasciato un'altra borsa di studio per documentare Réunion.
Nonostante i suoi successi e la pubblicazione di circa 40 libri, tra cui "100 foto di Sabine Weiss per la libertà di stampa" di Reporter senza frontiere nel 2007, Sabine Weiss rimane una personalità discreta e poco conosciuta dal grande pubblico.
Le sue fotografie sono distribuite dall'agenzia Gamma-Rapho.
Nel 2017, Sabine Weiss ha donato il suo intero archivio, che conteneva 200.000 negativi, 7.000 provini a contatto, circa 2.700 stampe d'epoca e 2.000 stampe in ritardo, 3.500 stampe e 2.000 diapositive alla Musée de l'Elysée, Losanna.

## Pubblicazioni
anni 60
- J'aime le théâtre, de Catherine Valogne, Éditions Rencontres, Suisse, 1962, 301.p. In-12, illustrated with B&W photography.
- Une semaine de la vie de Daniel, Éditions Mac Millain, USA, 1969

anni 70
- En passant, Éditions Contrejour, France, 1978

anni 80
- Marchés et Foires de Paris, Éditions ACE, France, 1982
- Intimes convictions, by Claude Nori, Éditions Contrejour, France, 1989

anni 90
- Hadad, Peintres, Éditions Cercle d'Art, 1992
- Vu à Pontoise, Éditions municipales, 1992
- La Réunion, Éditions de la galerie Vincent, Saint Pierre, 1995
- Bulgarie, Éditions Fata Morgana, 1996
- Giacometti, Éditions Fata Morgana, 1997
- Des enfants, text by Marie Nimier, Éditions Hazan, 1997, (ISBN 2-85025-574-2)

anni 2000
- Poussettes, charrettes et roulettes, Musée de Bièvres, 2000
- André Breton, text by Julien Gracq, Édition Fata Morgana, 2000
- Sabine Weiss soixante ans de photographie, by Jean Vautrin and Sabine Weiss aux Éditions de La Martinière, 2003
- Claudia de Medici, 2004
- Musiciens des villes et des campagnes, par Sabine Weiss, Gabriel Bauret et Ingrid Jurzak (Filigranes Editions), 2006, (ISBN 9 782350 460741)
- See and Feel,  Éditions ABP (Pays-Bas), 2007

anni 2010
- "Masques et Rites, Burkina Faso", in the revue d'art TROU, no 20, 2010
- l'Œil intime, Presses de e-Center, 2011, (ISBN 978-2-35130-056-5)
- l'Œil intime, Impression Escourbiac, new edition October 2014, (ISBN 978-2-95493-890-5)
- Sabine Weiss, co-edition with Jeu de Paume / La Martinière, preface by Marta Gili, text by Virginie Chardin, June 2016